# Physiologie du goût
Physiologie du goût, ou méditations de gastronomie transcendante, est le titre du plus célèbre des ouvrages littéraires du gastronome français Jean Anthelme Brillat-Savarin, ouvrage considéré comme l'un des textes fondateurs de la gastronomie.

## Édition
Physiologie du goût est publié en 1826, deux mois avant sa mort, de façon anonyme, chez Auguste Sautelet, en deux volumes. Republié en 1838 aux éditions Charpentier, il est accompagné d'une préface d'Honoré de Balzac : le Traité des excitants modernes que ce dernier évoque dans une lettre à l'archéologue Armand Pérémé, le 4 décembre 1838.

« […] j’ai sur les bras Le Curé de village pour La Presse ; Une fille d'Ève pour Le Siècle ; […] sans compter une préface à la Physiologie du goût […]. »

De nouveau réédité en 1839, il est accompagné d'un nouvel appendice de Balzac qui sert de « produit d'appel » : Physiologie du mariage.

## Les préceptes de Brillat-Savarin sur la gastronomie
Brillat-Savarin énonce en avant-propos vingt aphorismes (« Aphorismes du professeur pour servir de prolégomènes à son ouvrage et de base éternelle à la science »).
I. L'Univers n'est rien que par la vie, et tout ce qui vit se nourrit.
II. Les animaux se repaissent ; l'homme mange ; l'homme d'esprit seul sait manger.
III. La destinée des nations dépend de la manière dont elles se nourrissent.
IV. Dis-moi ce que tu manges, je te dirai ce que tu es.
V. Le Créateur, en obligeant l'homme à manger pour vivre, l'y invite par l'appétit, et l'en récompense par le plaisir.
VI. La gourmandise est un acte de notre jugement, par lequel nous accordons la préférence aux choses qui sont agréables au goût sur celles qui n'ont pas cette qualité.
VII. Le plaisir de la table est de tous les âges, de toutes les conditions, de tous les pays et de tous les jours ; il peut s'associer à d'autres plaisirs, et reste le dernier pour nous consoler de leur perte.
VIII. La table est le seul endroit où l'on ne s'ennuie jamais pendant la première heure.
IX. La découverte d'un mets nouveau fait plus pour le bonheur du genre humain que la découverte d'une étoile.
X. Ceux qui s'indigèrent ou qui s'enivrent ne savent ni boire ni manger.
XI. L'ordre des comestibles est des plus substantiels aux plus légers.
XII. L'ordre des boissons est des plus tempérées aux plus fumeuses et aux plus parfumées.
XIII. Prétendre qu'il ne faut pas changer de vins est une hérésie ; la langue se sature ; et, après le troisième verre, le meilleur vin n'éveille plus qu'une sensation obtuse.
XIV. Un dessert sans fromage est une belle à qui il manque un œil.
XV. On devient cuisinier, mais on naît rôtisseur.
XVI. La qualité la plus indispensable du cuisinier est l'exactitude : elle doit être aussi celle du convié.
XVII. Attendre trop longtemps un convive retardataire est un manque d'égards pour tous ceux qui sont présents.
XVIII. Celui qui reçoit ses amis et ne donne aucun soin personnel au repas qui leur est préparé, n'est pas digne d'avoir des amis.
XIX. La maîtresse de la maison doit toujours s'assurer que le café est excellent ; et le maître, que les liqueurs sont de premier choix.
XX. Convier quelqu'un, c'est se charger de son bonheur pendant tout le temps qu'il est sous notre toit.

## La construction d'une société gastronome

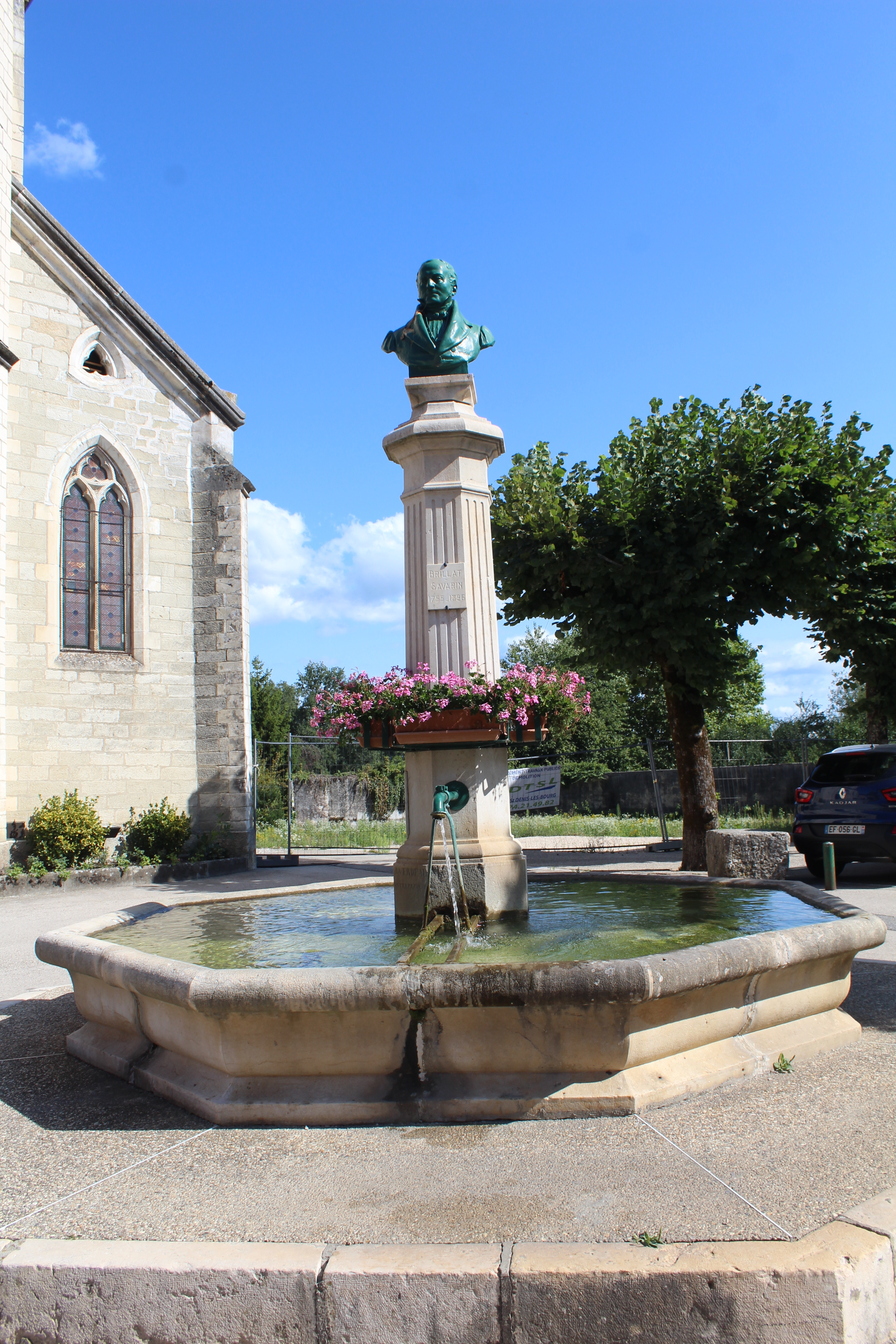
Monument-fontaine à Brillat-Savarin à Champagne-en-Valromey.

Les différents tons de l'auteur dans son ouvrage, tantôt drolatique, tantôt professoral, ont indéniablement une portée ethnographique : Brillat-Savarin dépeint la société aristocratique et bourgeoise dans laquelle il évolue et en livre les codes à travers ses « méditations ». On trouve alors de nombreuses définitions (le goût, la gastronomie, l'appétit, la gourmandise).
Mais surtout, on trouve un tableau sociétal dans lequel la gastronomie est un pan essentiel de la construction de la culture française :

« Nous verrons comment, par le pouvoir combiné du temps et de l'expérience, une science nouvelle nous est tout à coup apparue, qui nourrit, restaure, conserve, persuade, console, et, non contente de jeter à pleine main des fleurs sur la carrière de l'individu, contribue encore puissamment à la force et à la prospérité des empires. »

L'auteur fait lui-même le lien entre la gastronomie et la politique, expose en quoi l'art de la table est influent. L'homme puissant, sage et influent connaît les codes de la gastronomie, « […] la gourmandise sociale, qui réunit l'élégance athénienne, le luxe romain et la délicatesse française ».
La gastronomie fait donc les hommes puissants mais elle est également un des ciments de la société. Elle permet au sein d'une famille d'influencer sur le « bonheur conjugal », de partager des savoir-faire, des goûts, une culture à l'échelle régionale, et des codes nationaux. 
L'art de manger, plus encore l'art de la table sont donc des actes qui, bien loin du besoin naturel de manger, résultent d'une construction sociale très réfléchie, avec des incidences politiques. 
Il conclut sur des méditations à propos de la restauration : au XVIIIe siècle, les restaurants font leur apparition très discrètement. Cette nouvelle façon de penser la gastronomie remet en question l'art de la table où les hôtes avaient des rôles précis qui se trouvent transformés.

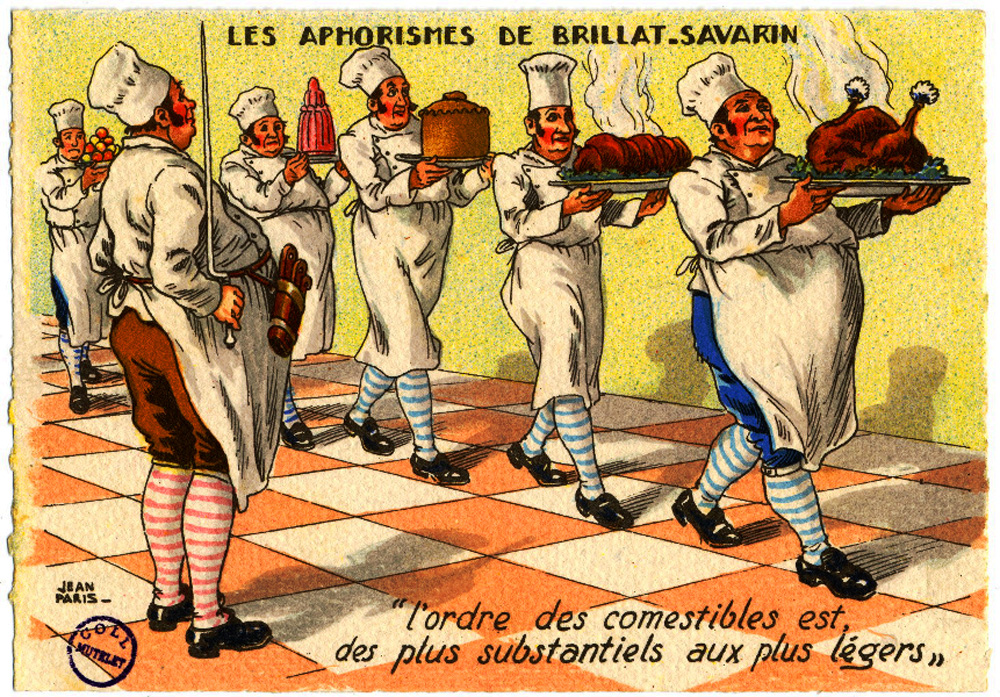
aphorisme de Brillat-Savarin

## Une étude scientifique de la gastronomie
Le titre même de l'ouvrage l'annonce : l'auteur cherche à mettre en évidence les phénomènes anatomiques, histologiques de l'alimentation. Sa première démarche dans cette voie est de parcourir scientifiquement le rôle de chacun des organes sensoriels puis des organes responsables de la digestion. Plus loin, il offre au lecteur ses pensées, observations et théories sur les liens entre l'alimentation et le sommeil, les différents régimes, l'obésité, la maigreur.

### Radio
- « Dis-moi ce que tu manges, Brillat-Savarin te dira qui tu es » de la série « Je mange donc je suis », France Culture, Les chemins de la philosophie, par Adèle Van Reeth, le 26 janvier 2021